# Гай Ариний Модест
Гай Ариний Модест (на латински: Gaius Arinius Modestus) е сенатор на Римската империя през 1 век.
През 73 – 75 г. той е проконсул, управител на римската провинция Крета и Кирена. През 82 г. е суфектконсул.